# Arckel
Le Pays d'Arckel (en néerlandais : Land van Arkel) était l'un des sept quartiers du marquisat d'Anvers. Il ne faut pas le confondre avec le Terre d'Arkel autour du village hollandais d'Arkel.
Le quartier comprenait Rymenam, Beerzel, Wavre-Notre-Dame et Berlaer, entre autres.
Le nom n'est plus qu'utilisé que pour une véloroute touristique dans et autour de Lierre.